# La Veta (Colorado)
La Veta es un pueblo ubicado en el condado de Huérfano en el estado estadounidense de Colorado. En el Censo de 2010 tenía una población de 800 habitantes y una densidad poblacional de 225,96 personas por km².

## Geografía
La Veta se encuentra ubicado en las coordenadas 37°30′31″N 105°0′31″O / 37.50861, -105.00861. Según la Oficina del Censo de los Estados Unidos, La Veta tiene una superficie total de 3.54 km², de la cual 3.54 km² corresponden a tierra firme y (0%) 0 km² es agua.

## Demografía
Según el censo de 2010, había 800 personas residiendo en La Veta. La densidad de población era de 225,96 hab./km². De los 800 habitantes, La Veta estaba compuesto por el 91.13% blancos, el 0% eran afroamericanos, el 0.88% eran amerindios, el 0% eran asiáticos, el 0.38% eran isleños del Pacífico, el 2.63% eran de otras razas y el 5% pertenecían a dos o más razas. Del total de la población el 11.38% eran hispanos o latinos de cualquier raza.